# Metacnephia
Metacnephia är ett släkte av tvåvingar som beskrevs av Corsskey 1969. Metacnephia ingår i familjen knott.

## Dottertaxa tillMetacnephia, i alfabetisk ordning[1][2]
- Metacnephia aldanica
- Metacnephia amphora
- Metacnephia amsheevi
- Metacnephia arctocanadensis
- Metacnephia aspinosa
- Metacnephia baicalica
- Metacnephia bilineata
- Metacnephia blanci
- Metacnephia borealis
- Metacnephia breevi
- Metacnephia burjatica
- Metacnephia coloradensis
- Metacnephia crassifistula
- Metacnephia cuspidata
- Metacnephia danubica
- Metacnephia dzhungarica
- Metacnephia edwardsiana
- Metacnephia fuscipes
- Metacnephia gorodkovi
- Metacnephia hajotsdzorensis
- Metacnephia hamardabanae
- Metacnephia hirta
- Metacnephia jeanae
- Metacnephia karakechensis
- Metacnephia kirjanovae
- Metacnephia korsakovi
- Metacnephia larunae
- Metacnephia lesnei
- Metacnephia luttae
- Metacnephia lyra
- Metacnephia lyrata
- Metacnephia mirzaevae
- Metacnephia multifila
- Metacnephia nigra
- Metacnephia nuragica
- Metacnephia olyutorii
- Metacnephia pallipes
- Metacnephia pamiriensis
- Metacnephia parapallipes
- Metacnephia paraskevae
- Metacnephia pectinata
- Metacnephia pedipupalis
- Metacnephia persica
- Metacnephia ramificata
- Metacnephia romaschovae
- Metacnephia saileri
- Metacnephia sardoa
- Metacnephia saskatchewana
- Metacnephia sedecimfistulata
- Metacnephia shirapovi
- Metacnephia slepjani
- Metacnephia sommermanae
- Metacnephia sorkulensis
- Metacnephia subalpina
- Metacnephia tabescentifrons
- Metacnephia taimyrica
- Metacnephia tamarinae
- Metacnephia terterjani
- Metacnephia tetraginata
- Metacnephia tredecimata
- Metacnephia trigonia
- Metacnephia trispina
- Metacnephia uzunovi
- Metacnephia variafilis
- Metacnephia vestita
- Metacnephia villosa